# Joachim Thibault de Courville
Pour les articles homonymes, voir Thibault et Courville (homonymie).
Joachim Thibault de Courville [Corville, Cornille] est un chanteur, compositeur, luthiste et joueur de lyre français, mort le 8 septembre 1581.

## Carrière
Dès 1559-1560, il est cité à la fois comme joueur de lyre dans l’effectif des musiciens de la Chambre du roi et comme aumônier sans gages, également abbé de Saint-Michel-sur-Loire.
Il apparaît en juin 1565 comme chanteur et joueur de lyre dans les comptes des fêtes données lors de l’entrevue de Bayonne (deuxième quinzaine de juin 1565), étape du grand tour de France de Charles IX et de Catherine de Médicis.
Vers 1567, après avoir rencontré le poète Jean Antoine de Baïf, il commence à travailler avec lui sur le concept de la musique mesurée à l'antique. Ils fondent ensemble en 1570 l’Académie de musique et de poésie, dont l’ambition (telle qu’elle est énoncée dans les lettres patentes qui l’instituent) consiste « à remettre sus, tant la façon de la poésie, que la mesure et règlement de la musique anciennement usitée par les Grecs et les Romains, au temps que ces deux nations estoient plus florissantes ».
Il est identifié à cette époque comme joueur de lyre du roi, un instrument à onze cordes frottées, joué avec un archet, censé reproduire un instrument grec ancien, dont il jouait lors des séances de l’Académie.
En 1572, probablement dans le cadre de ses activités à l’Académie, il reçoit de Charles IX deux gratifications de 150 lt puis 125 lt « pour paraschever la composicion de musicque par luy commencée pour chanter à plusieurs voix de vers en rhitmee et mesurez qui se réciteront sur la lyre et le luth ».
La même année il reçoit 625 lt pour avoir joué avec d’autres devant le roi au mariage de la reine de Navarre sa sœur.
Il participe comme compositeur et sans doute aussi comme chanteur ou joueur de lyre à des ballets et à des mascarades de cour, comme Baïf le dit dans la dédicace de ses Jeux publiés en 1573 :
Nous avons la musique preste / Que Tibaud et le Jeune aprestent, / Qui leur labeur ne deniront...
Entre 1574 et 1577 il est cité comme chantre ordinaire et maître des enfants de la Chambre, ayant la charge de deux enfants chantres pour lesquels il est defrayé outre les gages de cette charge, qui se montent à 200 lt par an.
Courville jouit également d’une charge de valet de chambre ordinaire du roi, depuis 1577 au moins jusqu’à sa mort.
En 1580 il est encore cité comme chantre aux gages de 200 lt par an.

## Famille
Il se marie avec Catherine Jacquet le 14 janvier 1556, de qui il a au moins quatre enfants : Pierre né vers 1558, Baptiste né vers 1560, Jeanne née vers 1564 et Isaac Thibault né vers 1567.
Il habitait rue Beaubourg, paroisse Saint-Nicolas-des-Champs, et possédait également une maison hors de Paris sur l’île de Gallande, paroisse de Vaires-sur-Marne, près de Noisiel ; il avait reçu en 1579 de Henri III un bras de cette rivière.
À sa mort survenue le 8 septembre 1581, il habite un galetas en la maison de son ami Jean-Antoine de Baïf. Il est déjà veuf de Catherine Jacquet et ses quatre enfants, mineurs, sont confiés à un tuteur, Jean Oudeau, procureur au Parlement de Paris. Quatre ans plus tard, en 1585 tous quatre reçoivent solidairement un don de 1.666 écus (soit 5.000 lt) de Henri III.
Son inventaire après décès, daté du 23 septembre 1581, donne des informations intéressantes. Sa bibliothèque comprenait notamment 25 volumes de musique, hélas non identifiables, ainsi que « plusieurs livres escriptz à la main servans à escolliers tant de nocte matematique que autres glozes » (ces derniers ouvrages ayant pu être utilisés dans l’exercice de sa charge de maître des enfants de la Chambre).
Joachim a pu fonder quelque espoir dans la carrière de ses deux premiers fils, Pierre et Baptiste, puisque Baïf leur dédie une longue pièce intitulée L’Aurore (À Peroton et Batiste Tibaus) de son IVe livre des Poèmes. L’un des deux était aussi chanteur. Son fils Isaac, seigneur de Courville, est identifié comme écuyer du roi en 1585, et cité en 1634 comme chevalier et premier gentilhomme de la Chambre de monseigneur de Metz, en 1648 comme conseiller et intendant du même (MC/ET/LXXIII/394).

## Œuvres

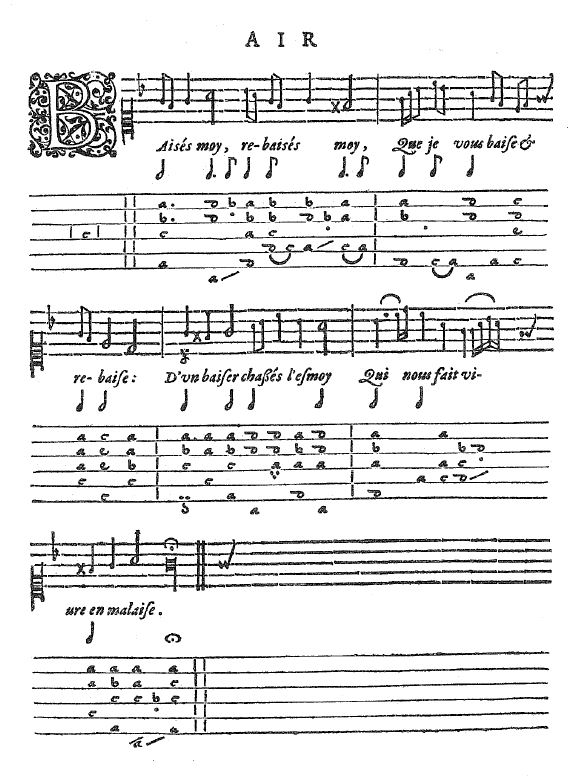
Air de Joachim Thibault de Courville, dans les Airs de différents auteurs, mis en tablature de luth par Gabriel Bataille. Cinquième livre (1614).

Peu d’œuvres sont conservées ; il faut rappeler à ce propos que les musiques expérimentées dans le cadre de l’Académie ne devaient pas être publiées.
- Fabrice Marin Caietain, Airs mis en musique à quatre parties... - Paris : Adrian Le Roy et Robert Ballard, 1576. Lesure 1955 n° 197 bis. Ce recueil contient à la fin trois airs à quatre voix de Courville :

Arme, ô mes loyaux pensers
J’en ayme deux tout à la foys
Lors que mouroy de t’aimer.
Édition : New York ; London : Garland Publishing , 1995
- Claude Le Jeune, Airs à 3, 4, 5 et 6 parties [Ier livre]. - Paris, Pierre I Ballard, 1608. Guillo 2003 n° 1608-F.

Arme ô vous mes loyaus penser... [Le rechant à 3 v est de Courville]
- Airs de différents auteurs, mis en tablature de luth par Gabriel Bataille. Cinquième livre. - Paris, Pierre I Ballard, 1614. Guillo 2003 n° 1614-C, RISM 161410.

Mais voyés comment abusé D'un petit espoir
Baisés moy, rebaisés moy, Que je vous baise & rebaise :
Si je languis d'un martire incogneu, Si mon desir
- Airs de différents auteurs, mis en tablature de luth par Gabriel Bataille. Sixième livre. - Paris, Pierre I Ballard, 1615. Guillo 2003 n° 1615-A, RISM 161511.

Sont-ce dards ou regards que les traits eslancés
Quand passeray-je bien De ce purgatoyre d'absence

## Réception
En 1576 Courville est cité par Fabrice Marin Caietain dans la dédicace de son Premier livre d’airs.
Il est cité dans un sonnet de Marc Papillon, seigneur de Lasphrise paru en 1597, aux côtés d’autres artistes :
Si vous n’avez chez vous le gracieux Courvile, / Le galand Savornin, l’amiable belle Hyle, / Et l’honneste Fabry, qui sont mes bons amis...
En 1636 encore, Marin Mersenne le cite en sa préface de l’Harmonie universelle : 
Girard de Beaulieu basse de la Chambre du Roy, a mieux chanté que nul autre, & Cornille tant le père que le fils ont quasi laissé le desespoir à la postérité de pouvoir les égaler.

## Discographie
- Airs de cour. 1 CD Harmonia mundi France, 1981. [Contient l’air Si je languis].
- L'Astrée. Ensemble Faenza, dir. Marco Horvat. 1 CD Alpha, 2009. [Contient l’air Si je languis].